# Objectif Zéro-sale-con
Objectif Zéro-Sale-Con est une non-fiction du chercheur américain Robert Sutton, publié pour la première fois en 2007.

## Résumé
Objectif Zéro-Sale-Con est une non-fiction de développement personnel qui aborde les sujets du harcèlement moral et physique sur le lieu de travail. Sur l'idée que "nous sommes tous le con de quelqu'un", le principe du livre est de répertorier dans les grandes lignes les différentes formes de comportements nuisibles au sein d'une entreprise ; et de dresser un tableau des effets néfastes de ces comportements sur les victimes, les bourreaux eux-mêmes et l'entreprise. 
Avec l'aide de nombreux exemples, l'auteur utilise l'humour pour révéler la fréquence des harcèlements professionnels, et l'augmentation de leurs violences et le nombre des cas.
Comme il fait aussi l'état-des-lieux des actions lentes des autorités ou la frilosité des ressources humaines des entreprises pour combattre ce phénomène, l'auteur propose des moyens simples pour aider les victimes à se défendre ; et les bourreaux à se reconnaître.

## Critiques
Le titre et les expressions comme "Sale Con Certifié" surprennent, mais n'enlèvent rien à l'aspect profondément sérieux de l'étude. Effectivement, Objectif Zéro-Sale-con est une référence accessible sur le sujet du harcèlement au travail, si bien qu'il est régulièrement repris dans les médias qui abordent cette problématique, comme le Figaro et Capital en 2012, puis en 2013; Le Temps et la revue spécialisée de vulgarisation Sciences humaines en 2020.
En 2017, l'étude est reprise par le Nouvel Obs non pas uniquement pour le harcèlement au travail, mais les comportements nuisibles de manière générale.
Le livre fait partie des documents de références étudiés concernant le télétravail forcé par la pandémie du coronavirus de 2020. En effet, la sphère du travail est traditionnellement séparée de celle de la maison, afin de préserver un certain équilibre mental. Or le télétravail contraint à inviter le « sale con » dans l'intimité des personnes, ce qui augmente les tensions. Dans la même idée, à une période où la recherche d'emplois et les entretiens d'embauche se font souvent à distance, le document est mis en avant face à des employés et/ou des entreprises qui ne savent pas se comporter à distance ou ne font pas l'effort de réellement communiquer avec leur interlocuteur. Le phénomène "ghost" (employeur "fantôme", c'est-à-dire qui abuse des messages automatiques, quand il répond aux messages) fait partie des comportements professionnels que Robert Sutton étudie dans Objectif Zéro-Sale-Con.